# La Terminal (película de 2007)
La Terminal es una película de Argentina filmada en colores dirigida por Claudio Perrín   sobre su propio guion que se estrenó el 22 de noviembre de 2007 en la ciudad de Rosario y fue el primer largometraje del director.

## Sinopsis
Un hombre espera en la cercanía de la terminal de ómnibus mientras recibe los detalles de un trabajo sucio que le han encomendado y, mientras tanto, se va cruzando con otras personas e historias que expresan un clima de  decadencia social que lo van cargando emocionalmente y determinarán la resolución que finalmente tomará.

## Producción
Perrin dirigió el mediometraje Cosecha que fue valorado en el Festival de Video Latinoamericano de Rosario de 1997 como Mejor video local, el cortometraje Cobani, que fue destacado por el jurado en la edición de 1999 del mismo festival y el mediometraje Los deseos, que fue exhibido en la muestra no competitiva del Festival internacional de Tolouse. A raíz del rodaje en 1999 en la Terminal de Ómnibus de una escena destinada a un cortometraje nació el proyecto de su primer largometraje. La Terminal atrajo la atención del director, segúndice, “por la mixtura de climas que tiene, desde la extrema marginalidad hasta gente muy adinerada…Además está eso de la melancolía, la tristeza e incluso también la idea de progreso, porque hay mucho movimiento...una mixtura (que)…en cierto modo refleja la sociedad en la que vivimos."

## Reparto
Participaron del filme los siguientes intérpretes:
- César Belfanti
- Cristian Bosco
- Ezequiel Caballero
- Silvana Cabeza
- Bernardo Conde Narváez
- Angela De Frenza
- Antonella Espíndola
- María Andrea Espíndola
- Sergio Garfinkel
- Alejandro Geliberti
- Adrián Giampani
- Sofia González
- Adria Guadagnoli
- Nadia Guglieminotti
- Fernando Infantino
- Salvador Infantino
- Hugo Marengo
- César Martino
- Mirta Maurici
- Daniel Michelli
- Celia Parola
- Ricky Polanc
- Estela Pérez
- Patricio Raffo
- Lorena Rey
- Miguel Ruck
- Silvia Salum
- Claudia Schijman
- Guillermo Street
- Noelia Tenaglia
- Emilio Toibero
- Federico Tome
- Débora Trevisi
- Jano Viotti